# Augsburgska konstskåpet
Augsburgska konstskåpet är ett kuriosakabinett som tillhört Gustav II Adolf och numera anses vara Uppsala universitets dyrbaraste konstföremål. Det är tillverkat av Philipp Hainhofer någon gång under det trettioåriga kriget. Då kung Gustav II Adolf tågade in i Augsburg 24 april 1632 överlämnades det som gåva av Hainhofer, som hade sin verkstad i staden.

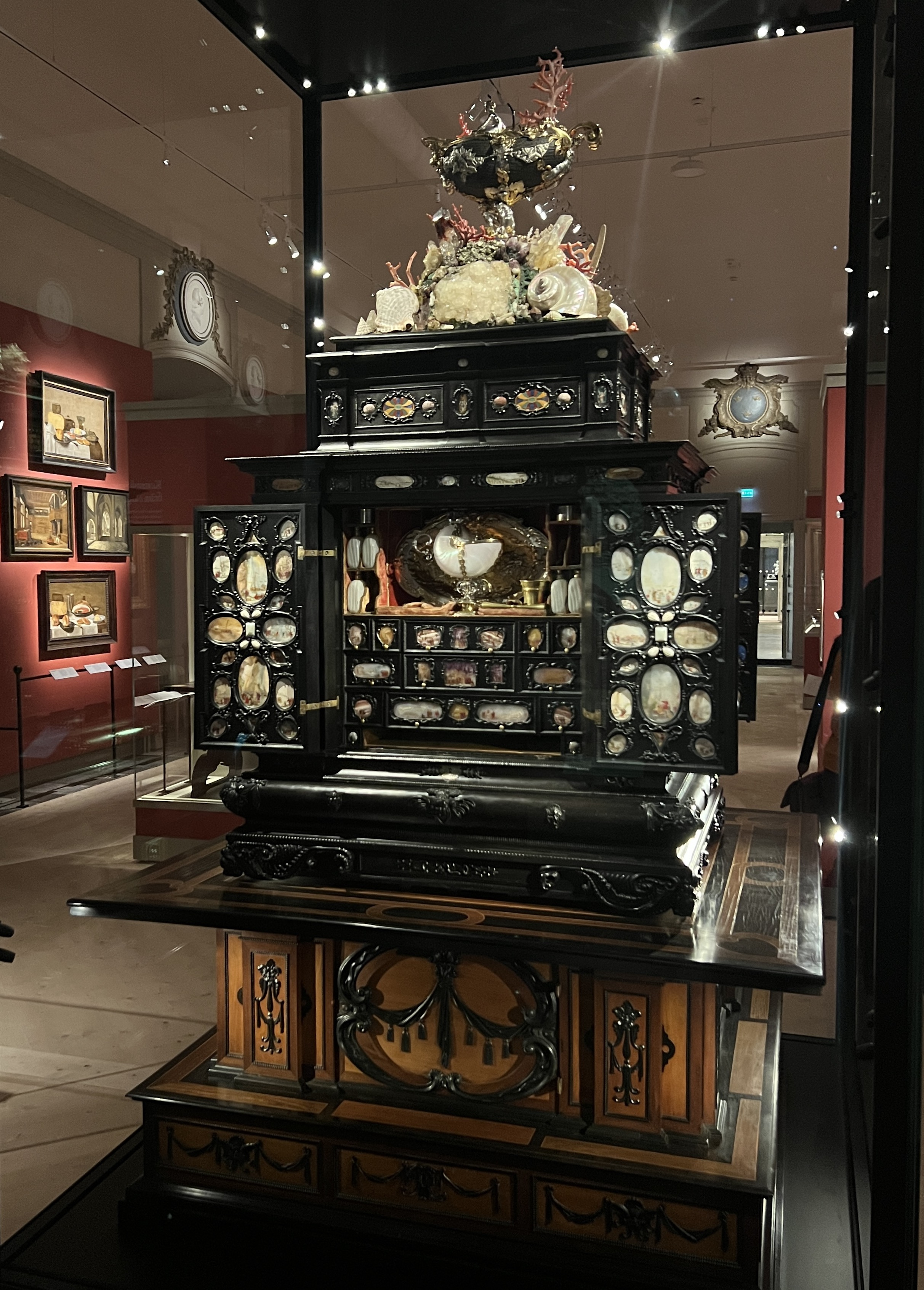
Augsburgska konstskåpet utställt i Gustavianum.

Sådana kuriosakabinett var mycket populära i de högsta kretsarna i Europa; kungar och adel samlade i dyrbart utsmyckade skåp allehanda konst och föremål. Syftet var, förutom att visa på att skåpets ägare var en bildad person, att visa upp för omvärlden att personen hade råd att omge sig med det dyraste, vackraste och bästa.
Skåpet kom till Sverige 1633 och ställdes upp på Svartsjö slott. I gåvan ingick även att en snickare följde med för att vårda skåpet, vilket också verkliggjordes fram till dess denne avled 1651. Ungefär samtidigt flyttades skåpet till Uppsala slott och det donerades av kung Karl XI till Uppsala universitet år 1694. Sedan dess har det varit placerat i Gustavianum, med undantag för en tid från 1887 och framåt, då det fanns i universitetskanslerns ämbetsrum.
Mellan åren 1967 och 1968 visade den statliga myndigheten Riksutställningar vandringsutställningen Det underbara skåpet. Den tog avstamp i kuriosakabinettet för att ge förslag och väcka debatt om framtidens museiverksamhet.
Den 24 oktober 2008 lades en virtuell version av skåpet ut på nätet i syfte att låta allmänheten själv utforska skåpet och dess innehåll.

## Bilder

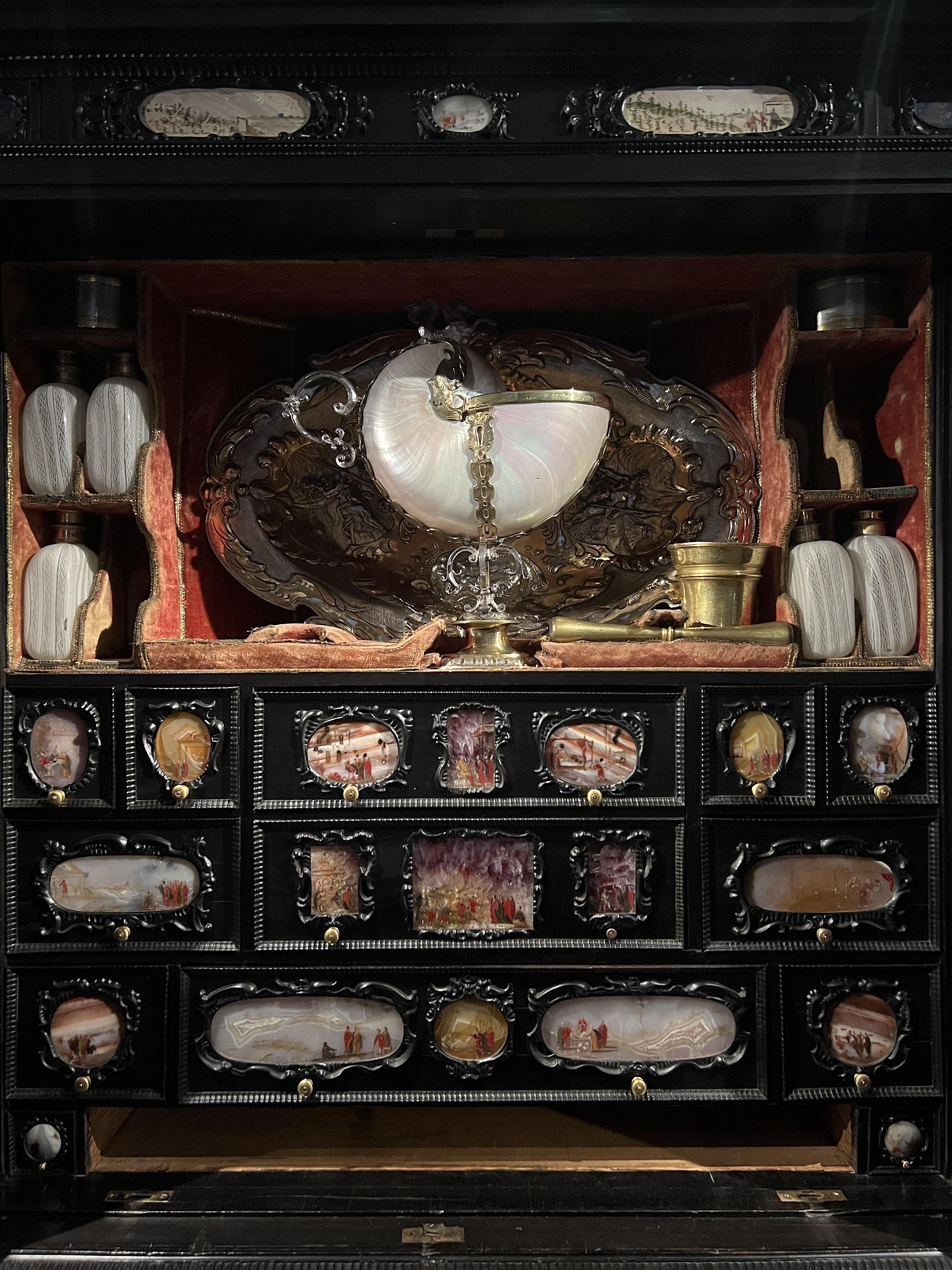
Detalj av B-sidan med sin Nautiluspokal som blickfång.
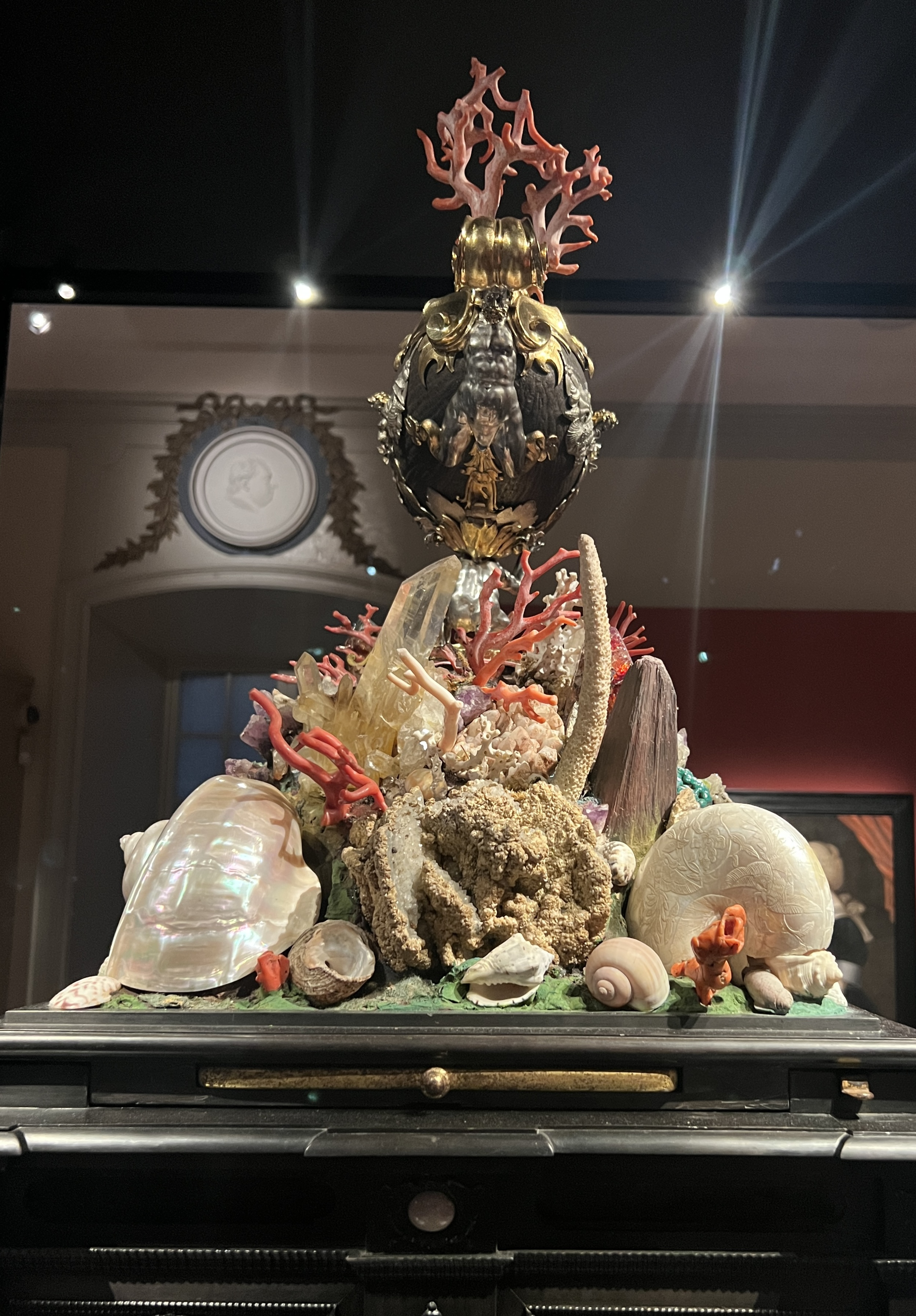
Krönet med bland annat koraller, snäckor, kristaller och stenar och överst en seychellnöt.
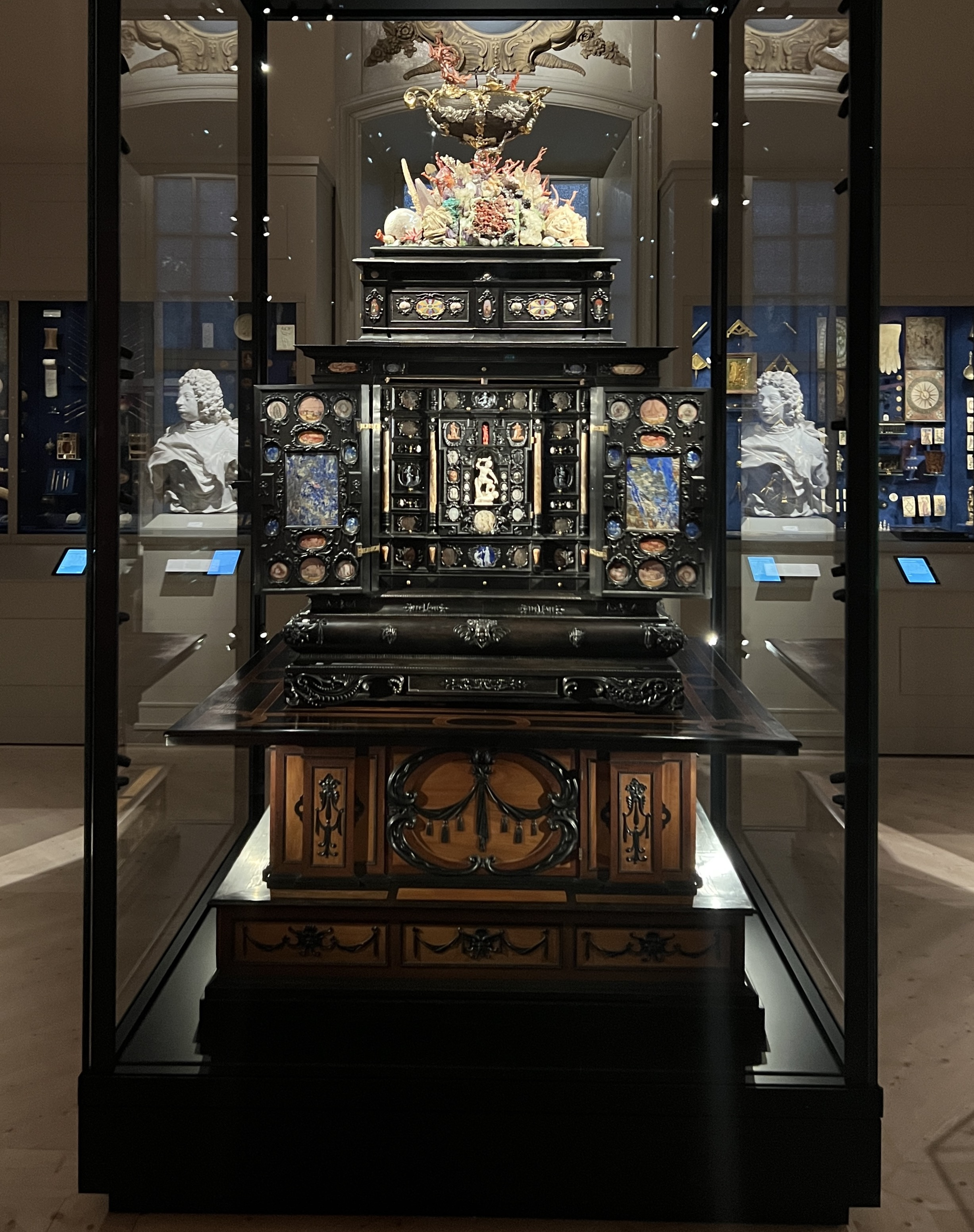
A-sidan av skåpet.
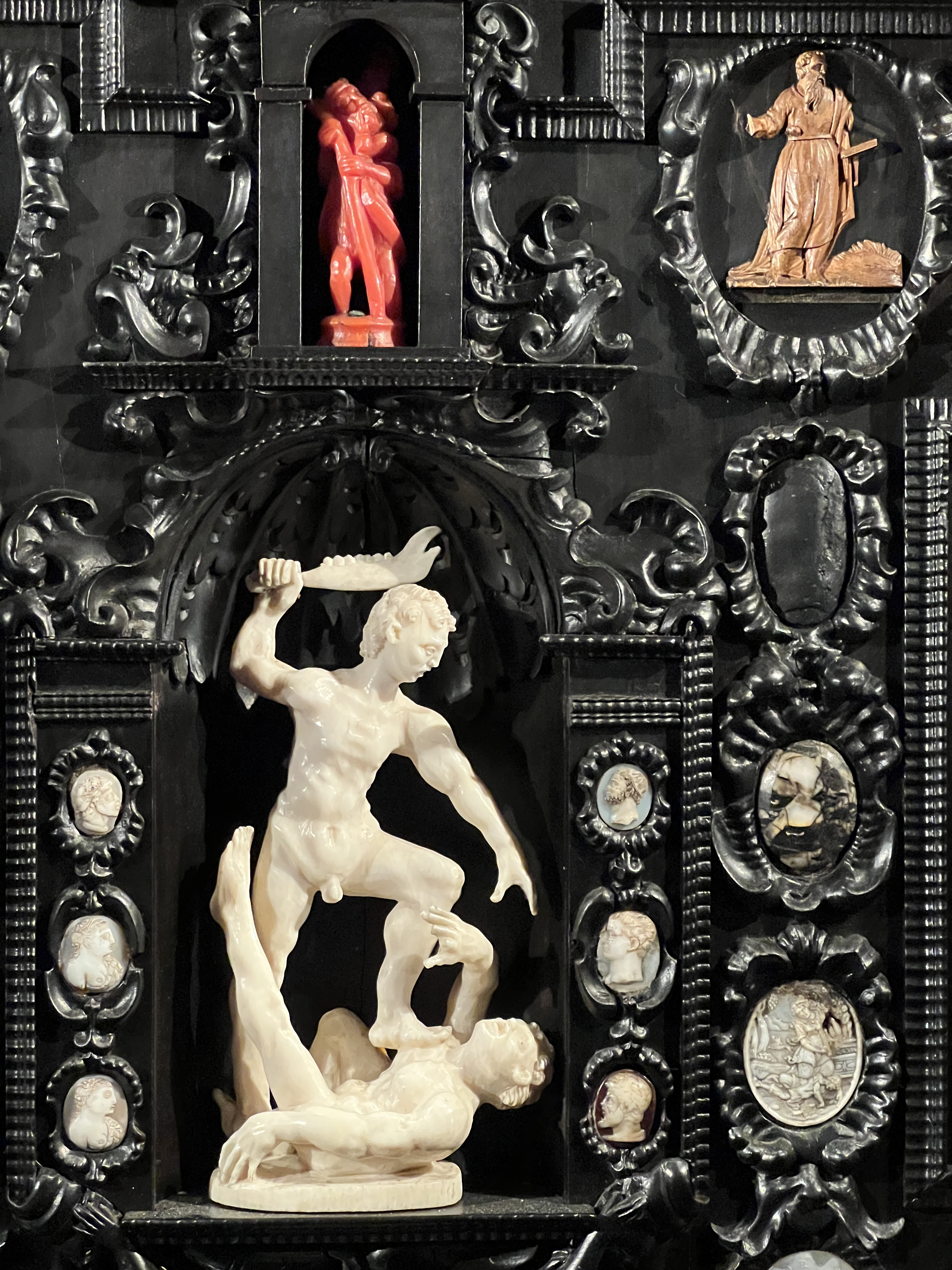
Detalj av mittfacksdörren på A-sidan med figurframställning i elfenben med Kain och Abel.
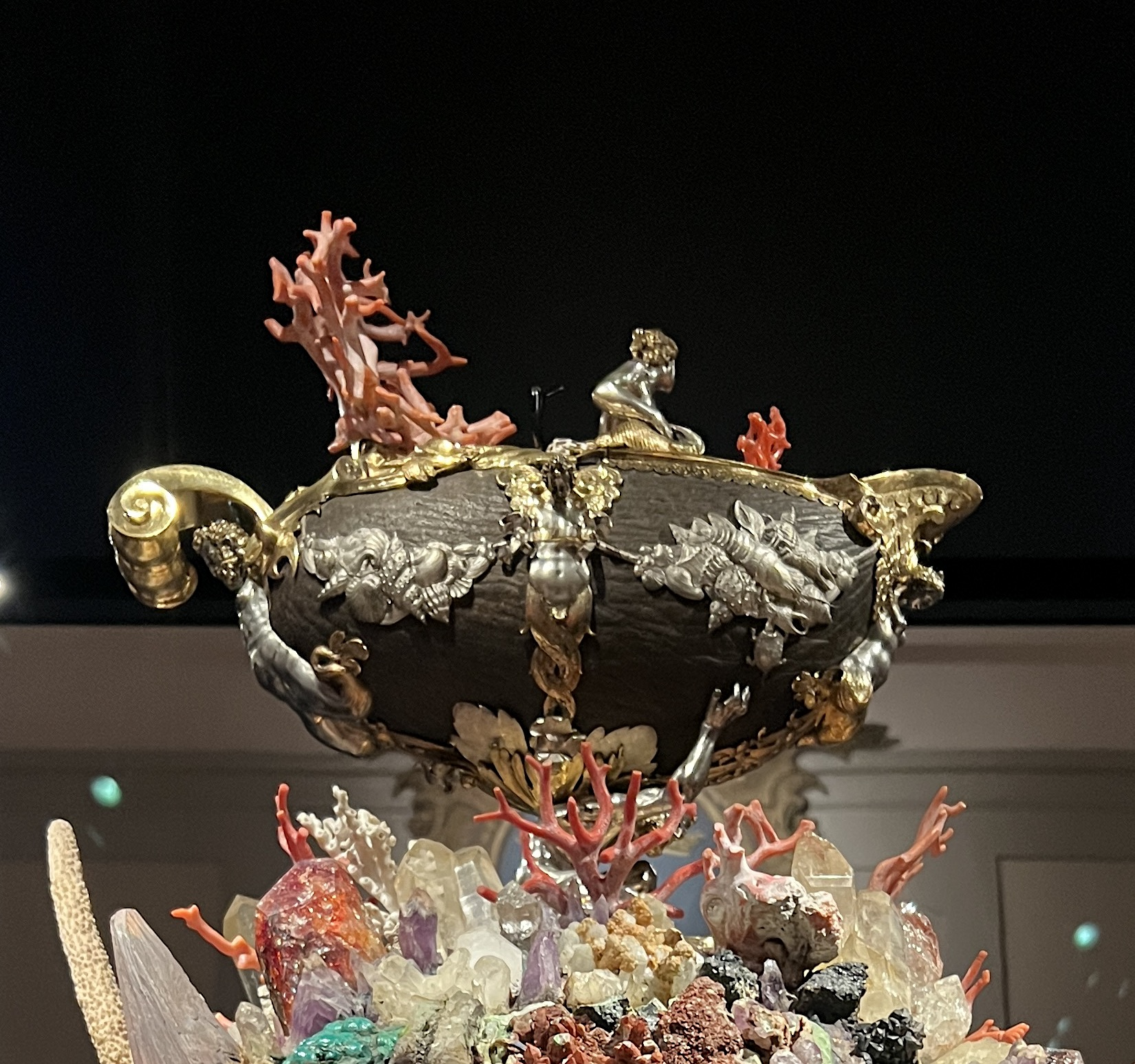
Venus tronar högst upp i seychellnöten.